# Imanta (Rīga)
Imanta est un voisinage de l'arrondissement de Kurzeme du nord-ouest de Riga (Lettonie).

## Géographie
Imanta est un quartier situé à l'ouest de Riga. 
Il borde les quartiers de Kleisti, Iļģuciems, Dzirciems, Zasulauks, Šampēteris, Zolitūde, Beberbeķi et Babīte du comté de Mārupe, qui entoure le quartier d'Imanta à l'ouest et au nord-ouest. 
Les limites du quartier d'Imanta sont formées par la frontière de la ville de Riga, Kurzemes prospekts, la rue Kleistu iela, la voie ferrée Riga-Jūrmala, la rue Jūrmalas gatve, la rue Zārdu et le chemin de fer de Tukuma.
La frontière nord du quartier est Kurzemes prospekts, et au sud, Imanta est séparée du nouveau quartier de Zolitūde par la voie ferrée Riga-Jūrmala. 
La superficie totale du quartier d'Imanta est de 9 003 km², soit presque deux fois la superficie moyenne des quartiers de Riga. Compte tenu de la superficie des zones bâties et de leur mixité fonctionnelle, Imanta est considéré comme l'un des quartiers les plus grands de Riga. Les principales rues d'Imanta sont Jūrmalas gatve, Kurzemes prospekts, Anniņmuižas bulvāris et les rues Zentenes iela, Dammes iela, Slokas iela, Kleistu iela et Bebru iela, ainsi qu'une petite partie de la rue Zolitudes iela au bout de la Kurzemes prospekts.
En 2022, la construction de la piste cyclable Imanta-Daugavgrīva a commencé, qui part du Anniņmuižas bulvāris et, en tant que voie partagée pour les piétons et les cyclistes, longe la rue Kleistu iela en direction de Daugavgrīva.
Avant le développement, la zone se composait en grande partie de forêts de pins, dont des sections ont été préservées dans le parc Anninmuiza au centre d'Imanta et dans la forêt de Kleistu au nord.

## Transports
- Autobus:	4. 13. 21. 36. 37. 41. 46. 56. 63.
- Tramway:	1, 5.

## Galerie

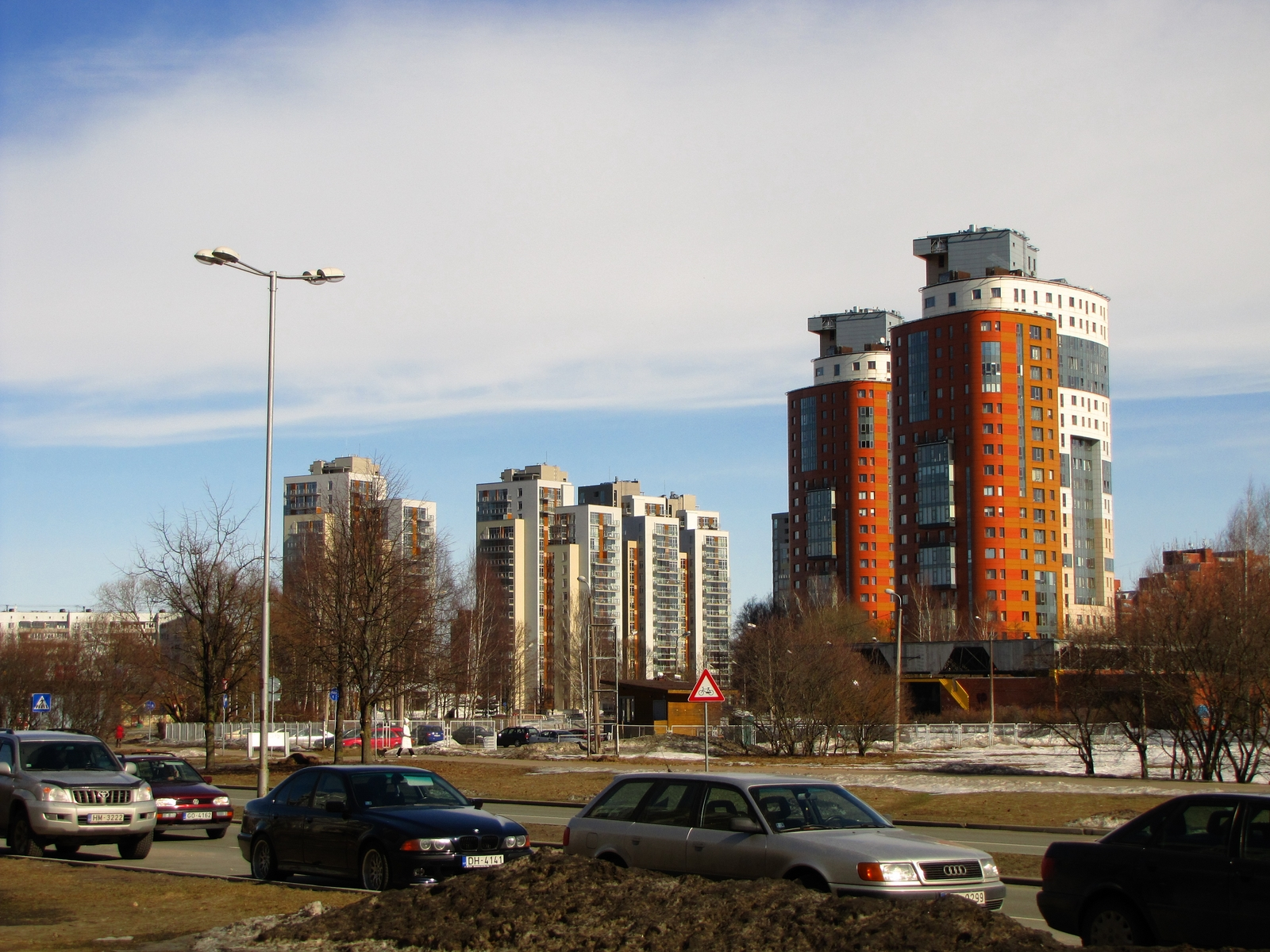
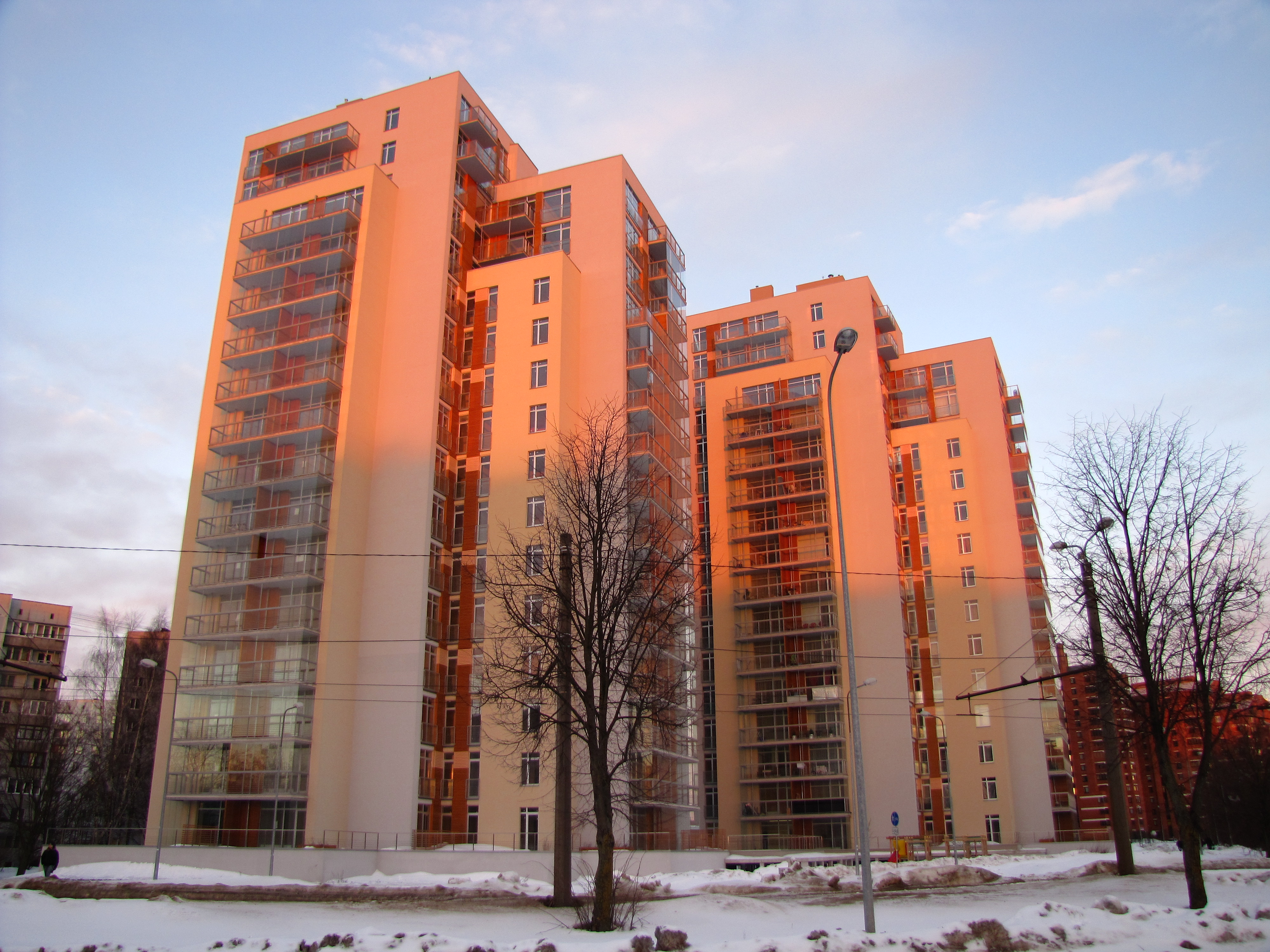
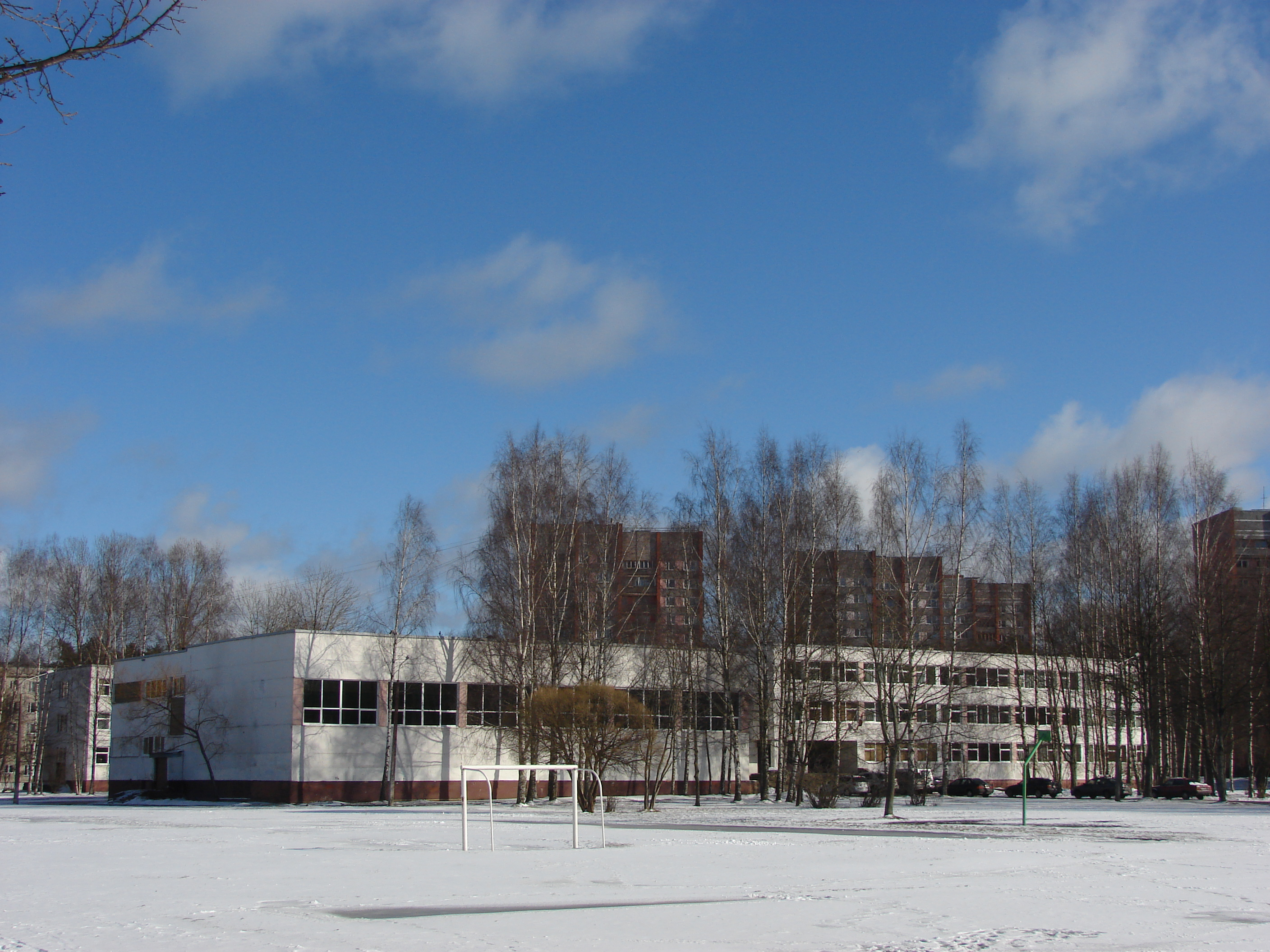
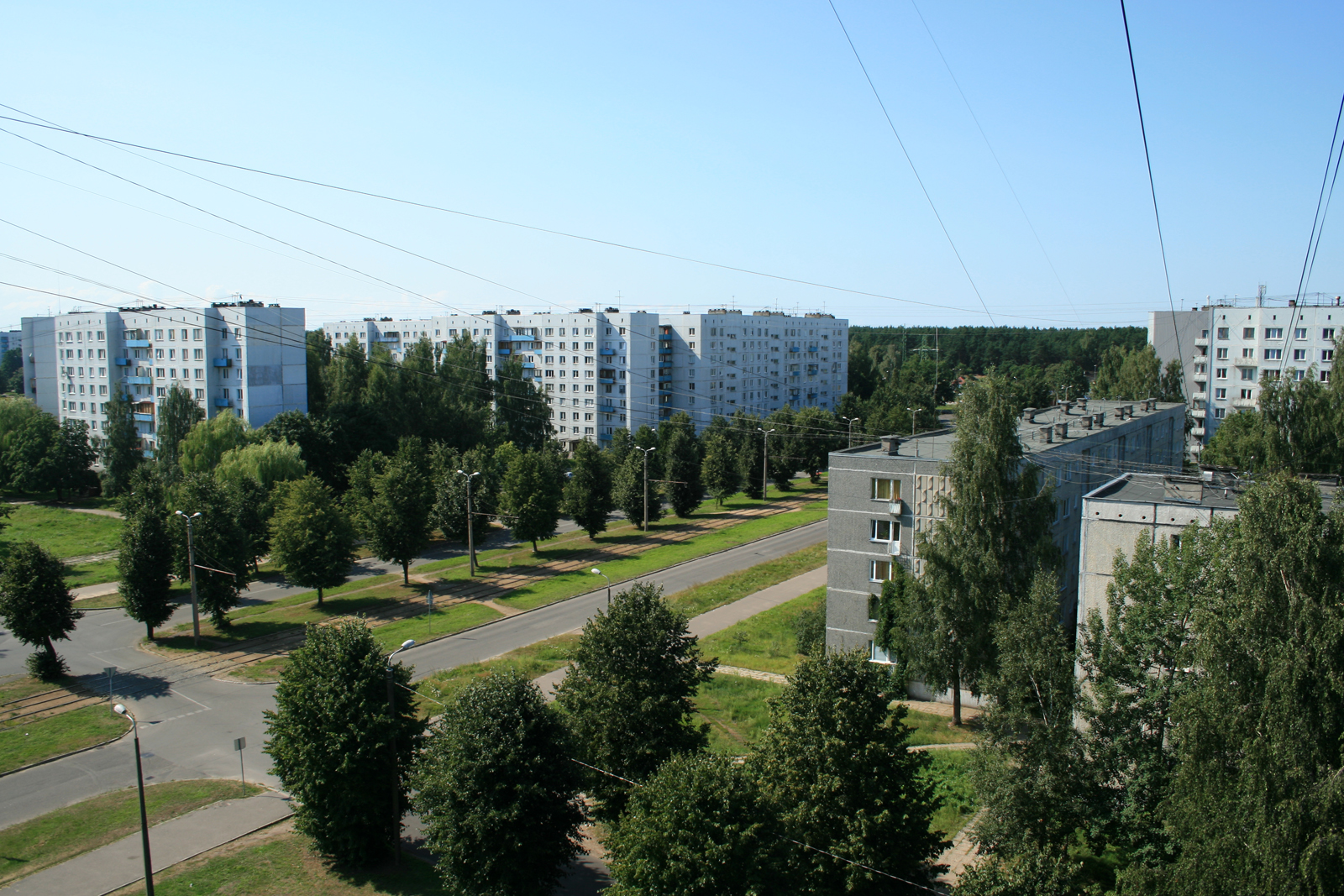